# Енергетик (Кара-Куль)
«Енергетик» (кирг. Энергетик) — киргизський футбольний клуб, який представляє Кара-Куль.

## Історія
Футбольний клуб «Енергетик» було засновано 1998 року в місті Кара-Куль. У сезоні 1998 року команда дебютувала у Південній зоні вищої ліги чемпіонату Киргизстану та посіла високе 6-те місце (серед 12 команд-учасниць), але до фінального етапу не потрапила. У наступному сезоні серед команд Вищої ліги «Енергетик» посів 10-те місце (серед 12 команд-учасниць), але через фінансові причини знялась зі змагань по завершенню першого кола чемпіонату. В національному кубку найкращим досягненням команди став вихід до 1/2 фіналу у сезоні 2000 року

## Досягнення
- Топ-Ліга
  - 10-те місце (1): 1999

- Кубок Киргизстану
  - 1/2 фіналу (1): 2000

## Результати виступів у національному кубку
- 1999: 1/32 фіналу
- 2000: 1/2 фіналу
- 2001: 1/32 фіналу
- 2009: 1/16 фіналу
- 2011: 1/4 фіналу
- 2012: 1/4 фіналу
- 2013: 1/16 фіналу
- 2015: 1/4 фіналу

## Відомі гравці
- Мелік Арутунян
- Болсунбек Аширов
- Уландін Аширов
- Іманбек Балієв
- Мурат Батирканов
- Валерій Бойко
- Ігор Генералов
- Таалайбек Джуматаєв
- Уламбек Дуйшенбаєв
- Алмаз Жусупов
- Нурлан Казибеков
- Алмазбек Каптагаєв
- Кубанич Конкоєв
- Талайбек Кулуєв
- Бахтияр Киштобаєв
- Уметали Киштобаєв
- Шухрат Мусаханов
- Канат Оторбаєв
- Айбек Теєков
- Канимет Турдуматов
- Олександр Тиришкін
- Унарбек Усенбаєв
- Марат Хамдамов
- Б.Шакенов
- Джолдошбек Шакенов
- Ілімбек Шакіров